# コスモス:いくつもの世界
『コスモス：いくつもの世界』（原題：Cosmos：Possible Worlds）は、2020年にナショナルジオグラフィックとFoxで放送されたアメリカの科学ドキュメンタリー番組である。

## 概要
この番組は、1980年にカール・セーガンが監修と司会を務めPBS（公共放送サービス）で放送された『コスモス』（原題：Cosmos: A Personal Voyage）、2014年に放送されたそのリブート作『コスモス：時空と宇宙』（原題：Cosmos: A Spacetime Odyssey）に続く、コスモスシリーズの3作目となる。
司会は前作と同じく天体物理学者のニール・ドグラース・タイソンが務め、アン・ドルーヤンとブラノン・ブラーガが執筆、監督、製作総指揮した。他の製作総指揮者にはセス・マクファーレンとジェイソン・クラークがいる。
ナショナルジオグラフィックでは、2020年3月9日から、13のエピソードが7週間にわたって放送された。フォックスでは2020年9月22日からテレビ放送が開始された。
制作総指揮のブラーガによると、「（副題の）Possible Worldsとは、遠く離れた惑星のことだけを指すのではなく、可能な世界としての未来のことも指します」とコメントしている。

### 制作
2018年1月13日、『コスモス：いくつもの世界』という番組タイトルの新シーズンを2019年にフォックスとナショナルジオグラフィックで放送すると発表された。
撮影技術、アニメーション、視覚効果、音声、照明、セット、音楽などすべてのジャンルで、映画界やテレビ業界で活躍する一流の人材を集結させ制作された。
スタジオ収録部分はサンタフェスタジオで撮影され、太平洋岸北西部、ヨーロッパ、アジアでのロケ撮影も計画されていた。
ドルーヤンは、このシリーズが希望に満ちた未来に重点を置いて刺激的なものになることを期待しており、このシリーズが反科学的な言説や政策の是正に役立つことを望んでいる。また、時事問題の影響のために、前のシリーズと比較して「より大きな危機感を持って」取り組んだと述べた。
このシリーズのトーンは、他シリーズに比べ楽観的であると説明されている。タイソンは、このシリーズは「私たちが十分に悟ったら何ができるかという、非常に希望に満ちたビジョン」だと述べた。ドルーヤンは、「科学者たちが私たちに言っていることに耳を傾け始めれば、私たちが自ら作り出したこの恐ろしい混乱から抜け出すことができる」と希望を語った。
番組のオープニングで、タイソンがタンポポの綿毛をつまみあげ空中に放つと、その綿毛が宇宙船に変わるというシーンは、1980年に放送されたオリジナルの『コスモス』で番組ホストをつとめたカール・セーガンのオマージュである。
ドルーヤンはこの作品で、2020年サン・ヴァレー映画祭のナショナルジオグラフィック・ファーザー賞を受賞した。

### 公開延期
当初は2019年3月3日にフォックス、翌3月4日にナショナルジオグラフィックにて放送が開始される予定だった。しかし、2018年12月から2019年2月にかけて、番組ホストのタイソンにセクハラ疑惑に持ち上がった。2019年2月15日、ナショナルジオグラフィックとフォックスの両会社は、これらの申し立てを調査すると表明し、同番組の放送を無期限で延期すると発表した。
2019年3月15日、ナショナルジオグラフィックとフォックスは調査が完了し、タイソンの疑惑は晴れたと発表。番組の放送は問題なく行うとコメントした。
当初の予定から1年の延期を経て、2020年3月にアメリカで放送され、その他の172カ国の国と地域でも放映された。

### 続編
ドルーヤンはコスモスの次のシーズンを計画しているかどうか尋ねられたとき、「はい！　私はシーズン4を常に念頭に置いており、それがどうなものになるかも分かっています。そして、その中で伝えたいストーリーもいくつかあります。でも新型コロナウイルスのこともあり、今は私も皆さんも少し休憩が必要でしょう。でも、私は第4シーズンをやるつもりです」と述べている。

## キャスト
ハリー・S・トルーマン：セス・マクファーレン
第33代アメリカ合衆国大統領。
ウィリアム・ハーシェル：パトリック・スチュワート
イギリスの天文学者。
ニコライ・ヴァヴィロフ：ヴィゴ・モーテンセン
ソ連の植物遺伝学者。
ロバート・オッペンハイマー：ジャド・ハーシュ
原爆の父とも呼ばれたアメリカの物理学者。
レイチェル・グルーバー・セーガン：サーシャ・セーガン
カール・セーガンの母親。

## 放送リスト
全13回
| #  | 日本版タイトル 原題                                                     | 放送日        | 米国視聴数 （百万人） |
| -- | ----------------------------------------------------------------------- | ------------- | --------------------- |
| 1  | 宇宙の星への足がかり Ladder to the Stars                                | 2020年3月9日  | 0.535                 |
| 2  | ハビタブルゾーンのはかない恩寵 The Fleeting Grace of the Habitable Zone | 2020年3月9日  | 0.364                 |
| 3  | 失われた都市 Lost City of Life                                          | 2020年3月16日 | 0.421                 |
| 4  | バビロフ Vavilov                                                        | 2020年3月16日 | 0.444                 |
| 5  | 宇宙のコネクトーム The Cosmic Connectome                                | 2020年3月23日 | 0.356                 |
| 6  | 1兆個の世界を持つ男 The Man of a Trillion Worlds                        | 2020年3月23日 | 0.401                 |
| 7  | 地球の知的生命体を探して The Search for Intelligent Life on Earth       | 2020年3月30日 | 0.457                 |
| 8  | 土星探査機カッシーニの犠牲 The Sacrifice of Cassini                     | 2020年3月30日 | 0.520                 |
| 9  | 正真正銘の魔法 Magic Without Lies                                       | 2020年4月6日  | 0.384                 |
| 10 | 2個の原子の物語 A Tale of Two Atoms                                     | 2020年4月6日  | 0.407                 |
| 11 | おお無敵の王よ Shadows of Forgotten Ancestors                           | 2020年4月13日 | 0.390                 |
| 12 | 人新世の成熟期 Seven Wonders of the New World                           | 2020年4月20日 | N/A                   |
| 13 | いくつもの世界 Coming of Age in the Antropocene                         | 2020年4月13日 | 0.375                 |

## 書籍
ドルーヤンは2020年2月に、同番組のコンパニオンブックを発売した。TV版と同様に、13の章に分かれており、章のタイトルや収録順序もTV版とまったく同じである。
1. 宇宙の星への足掛かり
2. ハビタブルゾーンのはかない恩寵
3. 失われた生命都市
4. バビロフ
5. 宇宙のコネクトーム
6. 1兆個の世界をもつ男
7. 地球の知的生命体を探して
8. 土星探査機カッシーニの犠牲
9. 正真正銘の魔法
10. 2個の原子の物語
11. おお無敵の王よ
12. 人新世の成熟期
13. いくつもの世界